# 4-Stunden-Rennen von Sepang 2024, 2. Rennen

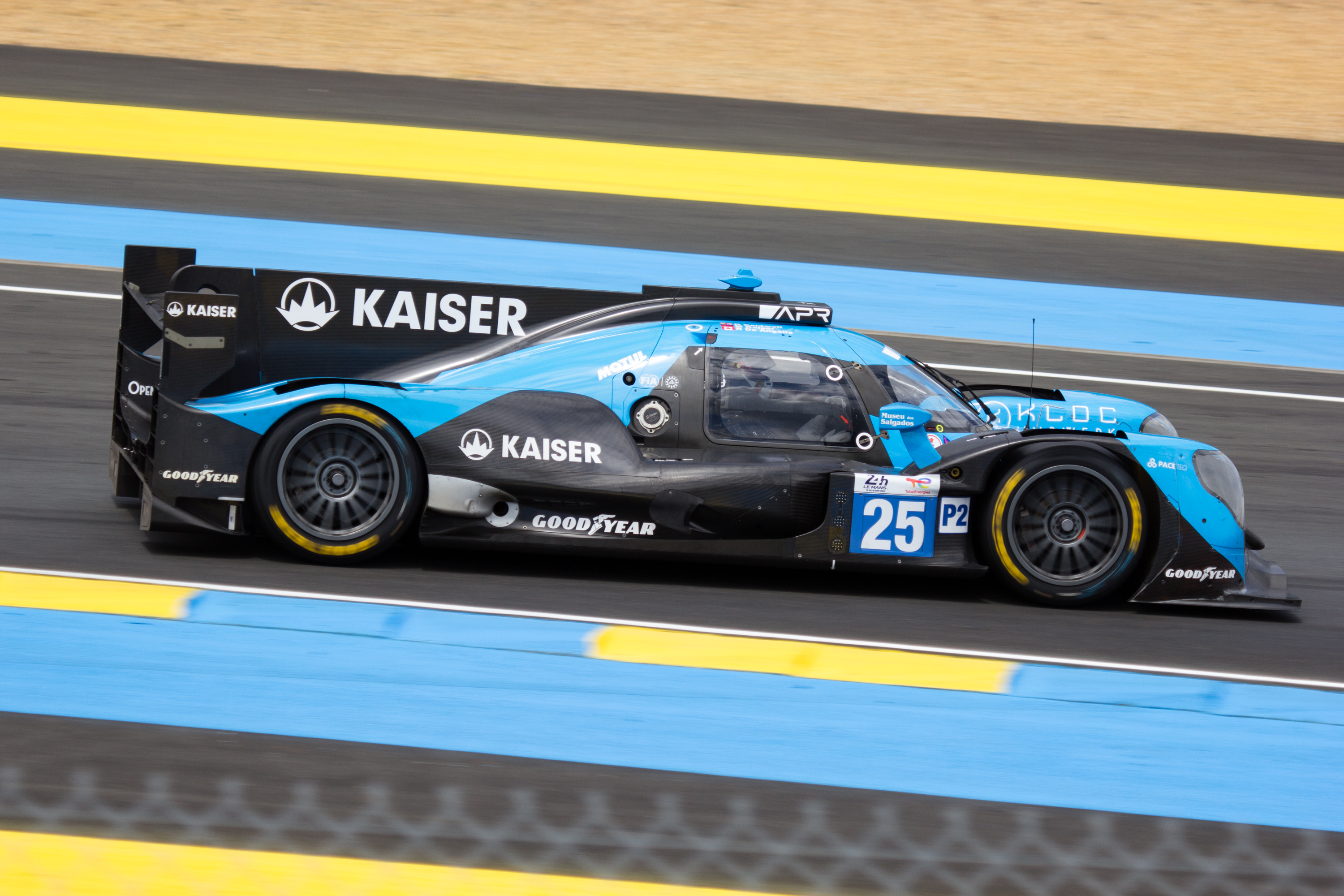
Oreca 07, Siegerwagenmodell von Algarve Pro Racing

Das zweite 4-Stunden-Rennen von Sepang 2024, auch Asian Le Mans Series, 4 hours of Sepang 2024, fand am 8. Dezember auf dem Sepang International Circuit statt und war der zweite Wertungslauf der Asian Le Mans Series der Saison 2025.

## Das Rennen
Zwei Tage nach dem ersten Wertungslauf fand in Sepang das zweite Saisonrennen der Asian Le Mans Series 2025 statt. Als nach 2 Stunden und 45 Minuten Fahrzeit an der Rennstrecke ein heftiges Unwetter niederging, brach die Rennleitung nach 83 gefahrenen Runden das Rennen ab. Die Gesamtwertung gewannen Michael Jensen, Malthe Jakobsen und Valerio Rinicella im Algarve-Pro-Racing-Oreca 07 mit dem deutlichen Vorsprung von 25 Sekunden auf die Marken- und Typenkollegen Fred Poordad, Tristan Vautier und James Allen.

## Ergebnisse

### Schlussklassement
| 1           | LMP2 | 25 | Algarve Pro Racing        | Michael Jensen Malthe Jakobsen Valerio Rinicella         | Oreca 07                     | 83 |
| 2           | LMP2 | 30 | RD Limited                | Fred Poordad Tristan Vautier James Allen                 | Oreca 07                     | 83 |
| 3           | LMP2 | 20 | Algarve Pro Racing        | Kriton Lendoudis Olli Caldwell Alex Quinn                | Oreca 07                     | 83 |
| 4           | LMP2 | 22 | Proton Competition        | Giorgio Roda Vladislav Lomko Tom Dillmann                | Oreca 07                     | 83 |
| 5           | LMP2 | 24 | Nielsen Racing            | Naveen Rao Matthew Bell Nicky Catsburg                   | Oreca 07                     | 83 |
| 6           | LMP2 | 83 | AF Corse                  | François Perrodo Matthieu Vaxivière Alessio Rovera       | Oreca 07                     | 83 |
| 7           | LMP2 | 50 | AF Corse                  | Jeremy Clarke Patrick Byrne Olivier Pla                  | Oreca 07                     | 83 |
| 8           | LMP2 | 91 | Pure Racing               | Aljaksandar Malychin Harry King Louis Delétraz           | Oreca 07                     | 83 |
| 9           | LMP2 | 3  | DKR Engineering           | Georgios Kolovos Laurents Hörr Job van Uitert            | Oreca 07                     | 83 |
| 10          | LMP3 | 35 | Ultimate                  | Stéphane Lémeret Matteo Quintarelli Bence Válint         | Ligier JS P320               | 79 |
| 11          | LMP3 | 49 | High Class Racing         | Mark Patterson Anders Fjordbach                          | Ligier JS P320               | 78 |
| 12          | LMP3 | 15 | RLR M Sport               | Nick Adcock Ian Aguilera James Dayson                    | Ligier JS P320               | 78 |
| 13          | LMP2 | 11 | Proton Competition        | Alexander Mattschull Jonas Ried                          | Oreca 07                     | 78 |
| 14          | LMP3 | 26 | Bretton Racing            | Jens Møller Dan Skočdopole Theodor Jensen                | Ligier JS P320               | 78 |
| 15          | GT   | 81 | Winward Racing            | Jules Gounon Gabriele Piana ---- Rinat Salikhov          | Mercedes-AMG GT3 EVO         | 78 |
| 16          | GT   | 10 | Manthey                   | Antares Au Klaus Bachler Joel Sturm                      | Porsche 911 GT3 R (992)      | 78 |
| 17          | GT   | 28 | AF Corse                  | Massimiliano Wiser Manuel Franco Davide Rigon            | Ferrari 296 GT3              | 78 |
| 18          | GT   | 2  | Climax Racing             | Zhou Bihuang Elias Seppänen Ralf Aron                    | Mercedes-AMG GT3 EVO         | 78 |
| 19          | GT   | 87 | Origine Motorsport        | Yuan Bo Leo Ye Hongli Laurin Heinrich                    | Porsche 911 GT3 R (992)      | 77 |
| 20          | GT   | 85 | Iron Dames                | Célia Martin Sarah Bovy Michelle Gatting                 | Porsche 911 GT3 R (992)      | 77 |
| 21          | GT   | 9  | GetSpeed                  | Anthony Bartone Steve Jans Fabian Schiller               | Mercedes-AMG GT3 EVO         | 77 |
| 22          | GT   | 96 | 2 Seas Motorsport         | Anthony McIntosh Parker Thompson Ben Barnicoat           | Mercedes-AMG GT3 EVO         | 77 |
| 23          | GT   | 51 | AF Corse                  | Custodio Toledo Cédric Sbirrazzuoli Riccardo Agostini    | Ferrari 296 GT3              | 77 |
| 24          | GT   | 82 | AF Corse                  | Charles-Henri Samani Conrad Laursen Nicolás Varrone      | Ferrari 296 GT3              | 77 |
| 25          | GT   | 16 | Winward Racing            | Maro Engel ---- Viktor Shaytar ---- Sergey Stolyarov     | Mercedes-AMG GT3 EVO         | 77 |
| 26          | GT   | 74 | Kessel Racing             | Dustin Blattner Ben Tuck Dennis Marschall                | Ferrari 296 GT3              | 77 |
| 27          | GT   | 92 | Manthey EMA               | Ryan Hardwick Riccardo Pera Richard Lietz                | Porsche 911 GT3 R (992)      | 77 |
| 28          | GT   | 77 | Optimum Motorsport        | Morgan Tillbrook Tom Ikin Tom Gamble                     | McLaren 720S GT3             | 77 |
| 29          | GT   | 12 | Car Collection            | Bashar Mardini James Kell Nico Menzel                    | Porsche 911 GT3 R (992)      | 77 |
| 30          | GT   | 14 | Climax Racing             | Lü Wei Ling Kang Lucas Auer                              | Mercedes-AMG GT3 EVO         | 77 |
| 31          | GT   | 60 | Proton Competition        | Claudio Schiavoni Matteo Cressoni Alessio Picariello     | Porsche 911 GT3 R (992)      | 77 |
| 32          | GT   | 89 | EBM                       | Anderson Tanoto Brendon Leitch Marco Sørensen            | Aston Martin Vantage AMR GT3 | 77 |
| 33          | LMP3 | 34 | Inter Europol Competition | Tim Creswick Daniel Ali Douwe Dedecker                   | Ligier JS P320               | 76 |
| 34          | GT   | 79 | Tsunami RT                | Johannes Zelger Fabio Babini Daniel Gaunt                | Porsche 911 GT3 R (992)      | 76 |
| 35          | GT   | 19 | Blackthorn                | Claude Bovet Jason Ambrose David McDonald                | Aston Martin Vantage AMR GT3 | 76 |
| 36          | GT   | 23 | Absolute Racing           | Carl Wattana Bennett Gregory Bennett Chris van der Drift | Ferrari 296 GT3              | 75 |
| 37          | GT   | 21 | Car Collection            | Hash Alex Fontana Yannick Mettler                        | Porsche 911 GT3 R (992)      | 75 |
| 38          | GT   | 27 | Optimum Motorsport        | Andrew Gilbert Fran Rueda Benjamin Goethe                | McLaren 720S GT3             | 72 |
| 39          | LMP3 | 43 | Inter Europol Competition | Steve Brooks Kévin Rabin Mikkel Kristensen               | Ligier JS P320               | 61 |
| Ausgefallen |      |    |                           |                                                          |                              |    |
| 40          | LMP3 | 7  | Graff Racing              | Danial Frost James Winslow Alexander Bukhantsov          | Ligier JS P320               | 55 |
| 41          | GT   | 57 | Car Guy                   | Yudai Uchida Esteban Masson Daniel Serra                 | Ferrari 296 GT3              | 9  |
| 42          | GT   | 42 | Prime Speed Sport         | René Heremana Malmezac Nick Foster Jono Lester           | Lamborghini Huracán GT3 EVO2 | 9  |

### Nur in der Meldeliste
Zu diesem Rennen sind keine weiteren Meldungen bekannt.

### Klassensieger
| Klasse | Fahrer           | Fahrer             | Fahrer              | Fahrzeug             | Platzierung im Gesamtklassement |
| ------ | ---------------- | ------------------ | ------------------- | -------------------- | ------------------------------- |
| LMP2   | Michael Jensen   | Malthe Jakobsen    | Valerio Rinicella   | Oreca 07             | Gesamtsieg                      |
| LMP3   | Stéphane Lémeret | Matteo Quintarelli | Bence Válint        | Ligier JS P320       | Rang 10                         |
| GT     | Jules Gounon     | Gabriele Piana     | ---- Rinat Salikhov | Mercedes-AMG GT3 EVO | Rang 15                         |

### Renndaten
- Gemeldet: 42
- Gestartet: 42
- Gewertet: 39
- Rennklassen: 3
- Zuschauer: unbekannt
- Wetter am Renntag: erst trocken, am Rennende starker Regen
- Streckenlänge: 5,543 km
- Fahrzeit des Siegerteams: 3:02:57,043 Stunden
- Gesamtrunden des Siegerteams: 83
- Gesamtdistanz des Siegerteams: 460,069 km
- Siegerschnitt: unbekannt
- Pole Position: Giorgio Roda – Oreca 07 (#22) – 1:53,382
- Schnellste Rennrunde: Harry King – Oreca 07 (#91) – 1:53,519
- Rennserie: 2. Lauf zur Asian Le Mans Series 2025